# صباح مفتاح صويس
صباح مفتاح صويس (15 أغسطس 1984) هي لاعبة كرة قدم سابقة لعبت كلاعبة خط وسط. ولدت في فرنسا، وكانت عضوًا في المنتخب الوطني الجزائري للسيدات.

## المسيرة الكروية
لعبت مع نادي بلان ميسنيل ونادي تور ونورد ألير يزور وروديز في فرنسا.

## المسيرة الدولية
اختيرت للمشاركة مع منتخب الجزائر خلال بطولة إفريقيا للسيدات 2010.